# مقاطعة نوكس (مين)
مقاطعة نوكس هي مقاطعة في مين، بلغ عدد سكانها 39٬736  نسمة، في 2010، عاصمتها روكلاند، تبلغ مساحتها 2٬958 كيلومتر مربع.

## الموقع
تشترك في الحدود مع:
- مقاطعة والدو (مين).

## التقسيمات الإدارية
- Appleton, Maine [الإنجليزية]‏
- كامدن
- Criehaven, Maine [الإنجليزية]‏
- كوشينغ
- فريندشيب
- هوب
- إيسل أو هاوت
- Matinicus Isle, Maine [الإنجليزية]‏
- Muscle Ridge Islands, Maine [الإنجليزية]‏
- نورث هيفن
- أولس هيد
- روكلاند
- Rockport, Maine [الإنجليزية]‏
- St. George, Maine [الإنجليزية]‏
- South Thomaston, Maine [الإنجليزية]‏
- Thomaston, Maine [الإنجليزية]‏
- Union, Maine [الإنجليزية]‏
- Vinalhaven, Maine [الإنجليزية]‏
- Warren, Maine [الإنجليزية]‏
- Washington, Maine [الإنجليزية]‏.